# Bitwa pod Wesołówką
Bitwa pod Wesołówką – starcie zbrojne mające miejsce 30 lipca 1944 w rejonie wsi Wesołówka, zakończone porażką oddziału partyzanckiego Armii Krajowej w bitwie z 18 Dywizją Artylerii armii niemieckiej.
Uczestniczący w bitwie I batalion „Sandomierz” został utworzony przez podobwód Sandomierz AK w ramach przygotowania do akcji „Burza”. Dowodził nim kpt. Ignacy Zarobkiewicz ps. Swojak. Batalion był częścią 2 Pułku Piechoty Legionów AK wchodzącego w skład odtwarzanej 2 Dywizji Piechoty Legionów AK „Pogoń”.
Koncentrację I batalionu wyznaczono na dzień 26 lipca 1944 w rejonie młyna wodnego w Pęczynach. Składał się on z 3 kompanii piechoty, 21-osobowego plutonu Batalionów Chłopskich i 17-osobowego plutonu Narodowych Sił Zbrojnych. Łącznie liczył ok. 180–200 żołnierzy, z czego 50% uzbrojonych było w 1 ckm, 2 lkm, 1 rkm, 7 stenów, 35 karabinów, kilkadziesiąt pistoletów, 2 piaty i 50 granatów.
Do bitwy wspomnianego oddziału partyzanckiego (batalionu) dowodzonego przez kpt. Ignacy Zarobkiewicz przeciw 18 Dywizji Artylerii Wehrmachtu wspieranej przez oddziały żandarmerii z Sandomierza doszło 30 lipca 1944 w rejonie wsi Wesołówka. W jej wyniku oddział partyzancki został rozbity. W czasie walk poległo 60 partyzantów, w tym 4 nastoletnie łączniczki i sanitariuszki.
W sprawie obciążania winą kpt. Zarobkiewicza za porażkę w bitwie żołnierz AK Piotr Sierant wyraził się następująco: Zarzuty wydają się bezpodstawne. Kpt. Swojak nie był oficerem bez doświadczenia bojowego. Przeszedł chlubnie kampanie wrześniową w składzie 7 Pułku Piechoty. Był odważny, co podkreślają jego podkomendni. Zachował dostateczną czujność co jego ludzi uratowało od gorszych następstw. Batalion został rozbity, ponieważ na skutek nieprzewidzianych okoliczności znalazł się w obliczu wielokrotnie liczniejszego przeciwnika, bez możliwości swobodnego manewru z braku osłony i wsparcia broni ciężkiej. Uległ wskutek przewagi ogniowej, liczebnej i pod względem doświadczenia żołnierzy frontowych Wehrmachtu z elitarnego 42 Korpusu 1 Armii Pancernej.  